# Eckardt Opitz
Eckardt Opitz (* 29. Dezember 1938 in Bad Bevensen; † 6. Mai 2025 in Hamburg) war ein deutscher Offizier (Oberstleutnant i. G. a. D.) und Historiker.

## Leben
Opitz wuchs in der Nordheide auf und legte sein Abitur in Hamburg ab. Im Heer (Bundeswehr) erreichte er den Dienstgrad Leutnant der Reserve. Anschließend studierte er Germanistik, Geschichte (Staatsexamen) und Vergleichende Literaturwissenschaft an der Universität Hamburg, dann Geschichte und Philosophie an der Rheinischen Friedrich-Wilhelms-Universität Bonn.  Mit einer Doktorarbeit bei Walther Hubatsch wurde er 1968 in Bonn zum Dr. phil. promoviert. Im Anschluss wurde er wiedereingestellt und als Truppenoffizier (Hauptmann) verwendet. Er war unter anderem Dozent an der Offizierschule und beim parlamentarischen Staatssekretär im Bundesministerium der Verteidigung. Von 1971 bis 1973 war Opitz, selbst Mitglied der SPD, Referent und Adjutant des damaligen Verteidigungsministers Helmut Schmidt. Er schied 1973 als Oberstleutnant i. G. aus.
Er war Mitglied der Gründungsausschüsse der Helmut-Schmidt-Universität/Universität der Bundeswehr Hamburg und der Universität der Bundeswehr München. Von 1974 bis 2003 war er Professor für Neuere Geschichte im Fachbereich Pädagogik an der Helmut-Schmidt-Universität in Hamburg-Jenfeld. 1989 begründete er den Studiengang Geschichtswissenschaft. Ab 1999 war er Vizepräsident der Bundeswehruniversität. Zuvor war er zweimal Sprecher des Fachbereichs Pädagogik und Mitglied des Senats. Zu seinen akademischen Schülern gehören Michael Busch, Jörg Hillmann, Sven Lange und Peter Löw. Von 1981 bis 1988 war er Vorsitzender der Studiengesellschaft für Zeitprobleme in Bonn und Herausgeber der Zeitschrift Beiträge zur Politischen Bildung. Er war zudem Präses des Wissenschaftlichen Forums für Internationale Sicherheit (WIFIS) in Hamburg. 1993 wurde er Referent und später Tutor für Geschichte bei der Stiftung Herzogtum Lauenburg. Ab 1997 gab er die Kolloquien der Lauenburgischen Akademie und die Schriftenreihe der Stiftung heraus. Seine Publikationen im Verlag Dr. Dieter Winkler befassen sich mit Militärgeschichte, Landesgeschichte und Sicherheitspolitik. Ihn beschäftigte die Geschichte Schleswig-Holsteins.

## Auszeichnungen
- Ehrenkreuz der Bundeswehr in Gold (2003)[4]

## Schriften (Auswahl)
Monografien
- Österreich und Brandenburg im schwedisch-polnischen Krieg 1655 bis 1660. Vorbereitung und Durchführung der Feldzüge nach Dänemark und Pommern (= Wehrwissenschaftliche Forschungen, Abteilung Militärgeschichtliche Studien. Band 10). Boldt, Boppard 1969, ISBN 3-7646-1530-3.
- Die unser Schatz und Reichtum sind. 60 Porträts aus Schleswig-Holstein. Christians, Hamburg 1990, ISBN 3-7672-1115-7.
- Die Bernstorffs. Eine europäische Familie (= Kleine Schleswig-Holstein-Bücher. Band 51). Boyens, Heide 2001, ISBN 3-8042-0992-0.
- Das Herzogtum Lauenburg. Seine Geschichte in Texten, Bildern und Dokumenten. Husum Druck- und Verlagsgesellschaft, Husum 2022, ISBN 978-3-96717-105-1.

Herausgeberschaften
- mit Klaus-Jürgen Müller: Militär und Militarismus in der Weimarer Republik. Beiträge eines internationalen Symposiums an der Hochschule der Bundeswehr Hamburg am 5. und 6. Mai 1977. Droste, Düsseldorf 1978, ISBN 3-7700-0519-8.
- Gerhard von Scharnhorst. Vom Wesen und Wirken der preußischen Heeresreform. Ein Tagungsband (= Schriftenreihe des Wissenschaftlichen Forums für Internationale Sicherheit. Band 12). Edition Temmen, Bremen 1998, ISBN 3-86108-719-7.
- mit Reinhard Scheiblich: Auf Otto von Bismarcks Spuren. Ellert & Richter, Hamburg 1998, ISBN 3-89234-755-7.
- Das Revolutionsjahr 1848 im Herzogtum Lauenburg und in den benachbarten Territorien (= Kolloquium der Lauenburgischen Akademie für Wissenschaft und Kultur. Band 11). Rundum Verlag, Mölln 1999, ISBN 3-928866-16-8.
- Krieg und Frieden im Herzogtum Lauenburg und in seinen Nachbarterritorien vom Mittelalter bis zum Ende des Kalten Krieges (= Kolloquium der Lauenburgischen Akademie für Wissenschaft und Kultur. Band 11). Winkler, Bochum 2000, ISBN 3-930083-45-0.
- Forum Junge Wissenschaft der Lauenburgischen Akademie 1994–1999. Berichte über eine Veranstaltungsreihe der Lauenburgischen Akademie für Wissenschaft und Kultur (= Schriftenreihe der Stiftung Herzogtum Lauenburg. Band 24). Winkler, Bochum 2000, ISBN 3-930083-38-8.
- 50 Jahre Innere Führung. Von Himmerod (Eifel) nach Priština (Kosovo). Geschichte, Probleme und Perspektiven einer Führungsphilosophie (= Schriftenreihe des Wissenschaftlichen Forums für Internationale Sicherheit. Band 17). Edition Temmen, Bremen 2001, ISBN 3-86108-776-6.
- Herrschaft und Stände in ausgewählten Territorien Norddeutschlands vom Mittelalter bis ins 20. Jahrhundert (= Kolloquium der Lauenburgischen Akademie für Wissenschaft und Kultur. Band 13). Winkler, Bochum 2001, ISBN 3-930083-76-0.
- Schleswig-Holstein. Das Land und seine Geschichte in Bildern, Texten und Dokumenten. Ellert & Richter, Hamburg 2002, ISBN 3-8319-0084-1.
- Aufstieg, Herrschaft und Folgen des Nationalsozialismus im Herzogtum Lauenburg und in den Nachbarregionen (= Kolloquium der Lauenburgischen Akademie für Wissenschaft und Kultur. Band 14). Winkler, Bochum 2002, ISBN 3-930083-89-2.
- Herzogtum Lauenburg. Das Land und seine Geschichte. Ein Handbuch. Wachholtz, Neumünster 2003, ISBN 3-529-02060-5.
- mit Jörg Hillmann: 1789–1989, 200 Jahre Revolutionen in Europa. Ein Beispiel für die historisch-politische Bildung in den Streitkräften (= Kleine Schriftenreihe zur Militär- und Marinegeschichte. Band 5). Winkler, Bochum 2003, ISBN 3-89911-013-7.
- Seestrategische Konzepte vom kaiserlichen Weltmachtstreben zu Out-of-area-Einsätzen der Deutschen Marine (= Schriftenreihe des Wissenschaftlichen Forums für Internationale Sicherheit. Band 22). Edition Temmen, Bremen 2004, ISBN 3-86108-049-4.
- Ausgewählte Aspekte der Nachkriegsgeschichte im Kreis Herzogtum Lauenburg und in den Nachbarterritorien (= Kolloquium der Lauenburgischen Akademie für Wissenschaft und Kultur. Band 15). Winkler, Bochum 2004, ISBN 3-89911-022-6.
- 50 Jahre Bundeswehr – 50 Jahre Offizierausbildung (= Schriftenreihe des Wissenschaftlichen Forums für Internationale Sicherheit. Band 24). Ein Beitrag der Helmut-Schmidt-Universität der Bundeswehr Hamburg. Edition Temmen, Bremen 2007, ISBN 978-3-86108-079-4.
- Askanier-Studien der Lauenburgischen Akademie (= Kolloquium der Lauenburgischen Akademie für Wissenschaft und Kultur. Band 16). Winkler, Bochum 2010, ISBN 978-3-89911-132-3.
- Das Herzogtum Lauenburg im Spiegel der Literatur (= Kolloquium der Lauenburgischen Akademie für Wissenschaft und Kultur. Band 17). Winkler, Bochum 2011, ISBN 978-3-89911-181-1.
- Biografisches Lexikon Herzogtum Lauenburg. Im Auftrag der Stiftung Herzogtum Lauenburg, Husum, Husum 2015, ISBN 978-3-89876-778-1.